# Bunker am Welfenplatz

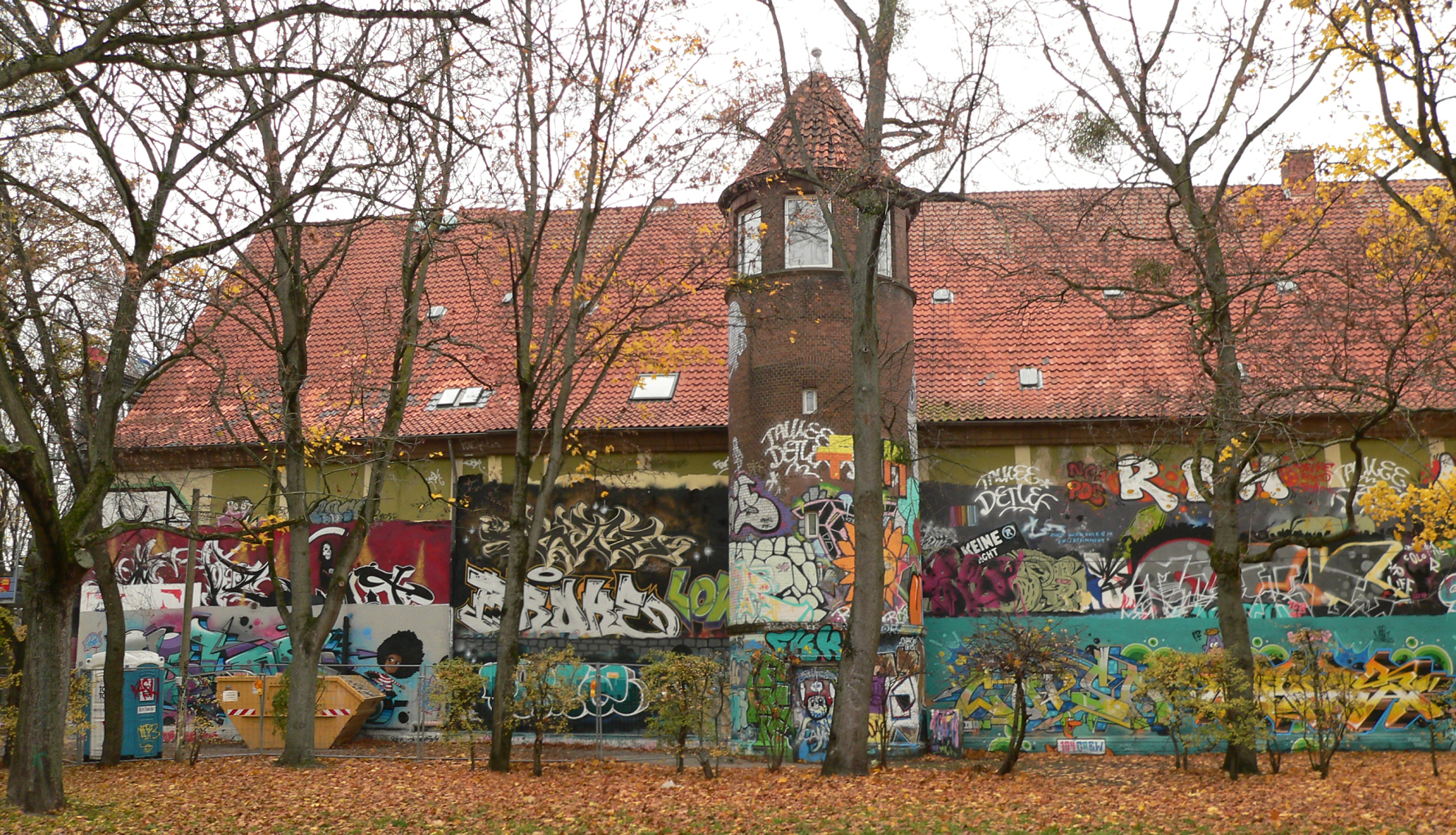
Bunker am Welfenplatz

Der Bunker am Welfenplatz in Hannover, eigentlich ein „Bunker auf dem Welfenplatz“, ist ein ehemaliger Luftschutzbunker aus dem Zweiten Weltkrieg. Günter Wallraff brachte die spätere Notunterkunft für Obdachlose in die Schlagzeilen. Heute dient die Anlage in Teilen als Auswilderungs-Station für Fledermäuse.

## Geschichte und Beschreibung

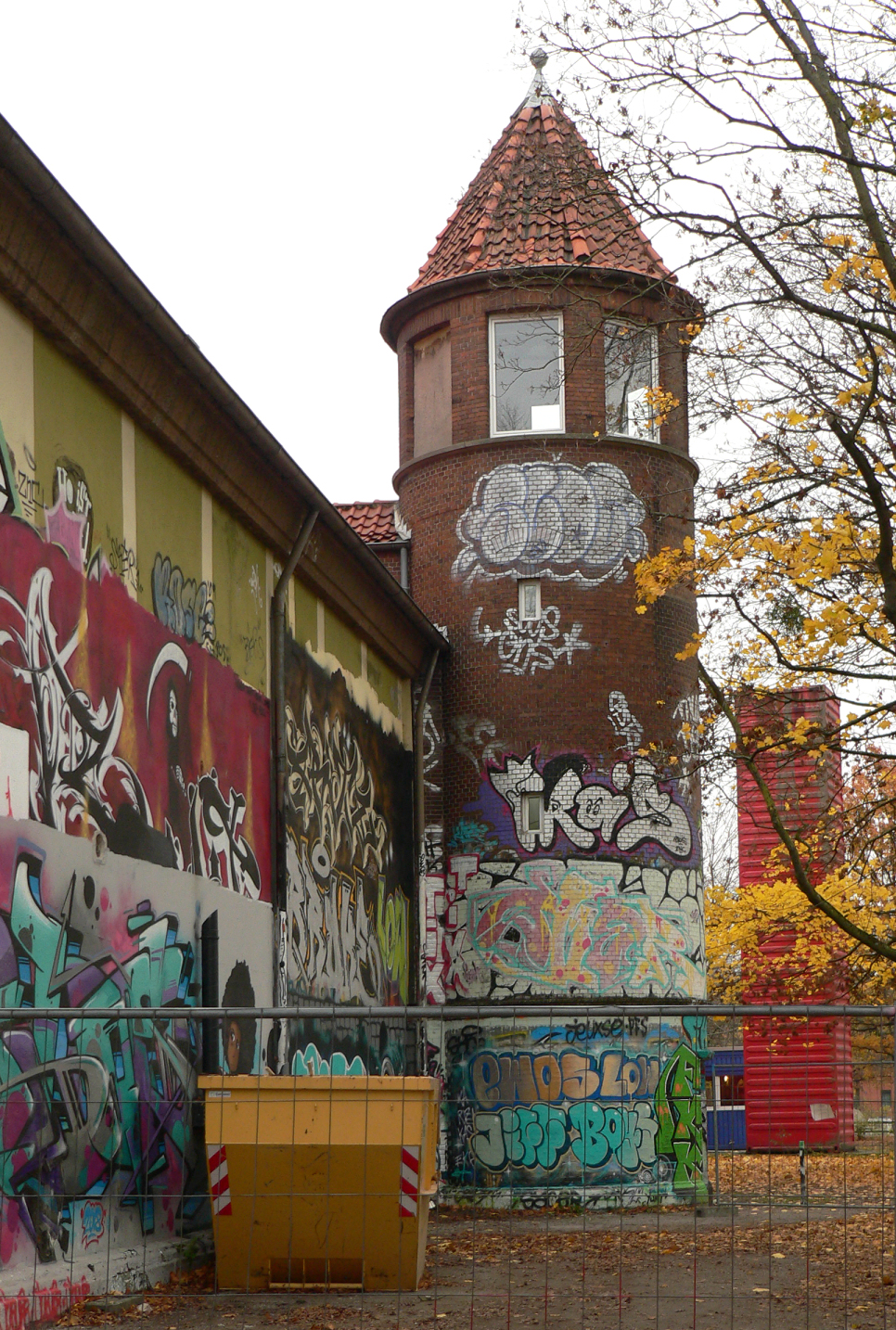
Der Turm am Bunker

Der Bunker auf dem Welfenplatz wurde während des Zweiten Weltkriegs im Jahr 1940 als einer von 64 im Rahmen des „Führer-Sofortprogramms“ in Hannover geplanten Luftschutzbauten errichtet. Aus dieser Zeit gibt es eine Abbildung der Bunker-Baustelle, auf der ein Soldat die Eisenbieger überwacht. Der Betonbau war als einer von drei hannoverschen Bunkern des Typs H III geplant und als Hochbunker mit einem mit Dachziegeln gedeckten Schrägdach getarnt, um während der Luftangriffe auf Hannover von oben lediglich wie ein normales Wohnhaus zu wirken und nicht wie eine eigene Zielmarke. Doch „gegen die Flächenbombardements war das natürlich ein naives Denken.“
Nachdem bereits unter den britischen Militärbehörden die erhaltenen hannoverschen Bunker als Notunterkünfte oder 1946 als Ausstellungsorte zur Wiederbelebung der Kultur dienten, wurde der Bunker am Welfenplatz bald notdürftig als Hotel betrieben.
Im Jahr 1974 hielt der hannoversche Fotograf Wilhelm Hauschild die polizeiliche Räumung des Bunkers fest, nachdem Jugendliche das leerstehende Gebäude besetzt hatten mit der Forderung, den Bau für ein Unabhängiges Jugendzentrum (UJZ) umzuwidmen.
Nachdem die Stadt Hannover den Bunker später als Notunterkunft für Obdachlose eingerichtet hatte, verbrachte der Journalist Günter Wallraff im Februar 2009 mehrere Nächte „undercover“ in der Einrichtung. Die seinerzeit von ihm beschriebenen und in der Wochenzeitung Die Zeit wiedergegebenen „menschenunwürdigen“ Zustände bestätigten im März desselben Jahres auch die obdachlose Bianca und andere Männer und Frauen am Zentralen Omnibusbahnhof (ZOB) gegenüber Journalisten der Hannoverschen Allgemeinen Zeitung. Am 9. März 2009 riet der damalige baupolitische Sprecher der niedersächsischen Landeshauptstadt und stellvertretende Vorsitzende der SPD-Ratsfraktion Thomas Hermann in einer Pressemitteilung, den Bunker am Welfenplatz schnellstmöglich zu schließen. Doch erst im Januar 2011 konnte der „mit Abstand [...] schlimmste Ort“, den der Enthüllungsjournalist Wallraff in seiner Zeit als „Obdachloser“ erlebt hatte, durch eine nur rund fünf Gehminuten entfernte Containeranlage auf dem Gelände einer ehemaligen Schule in der Wörthstraße ersetzt werden, die zuvor als Notschlafstelle der Johanniter-Unfall-Hilfe (JUH) für Drogenabhängige genutzt worden war.

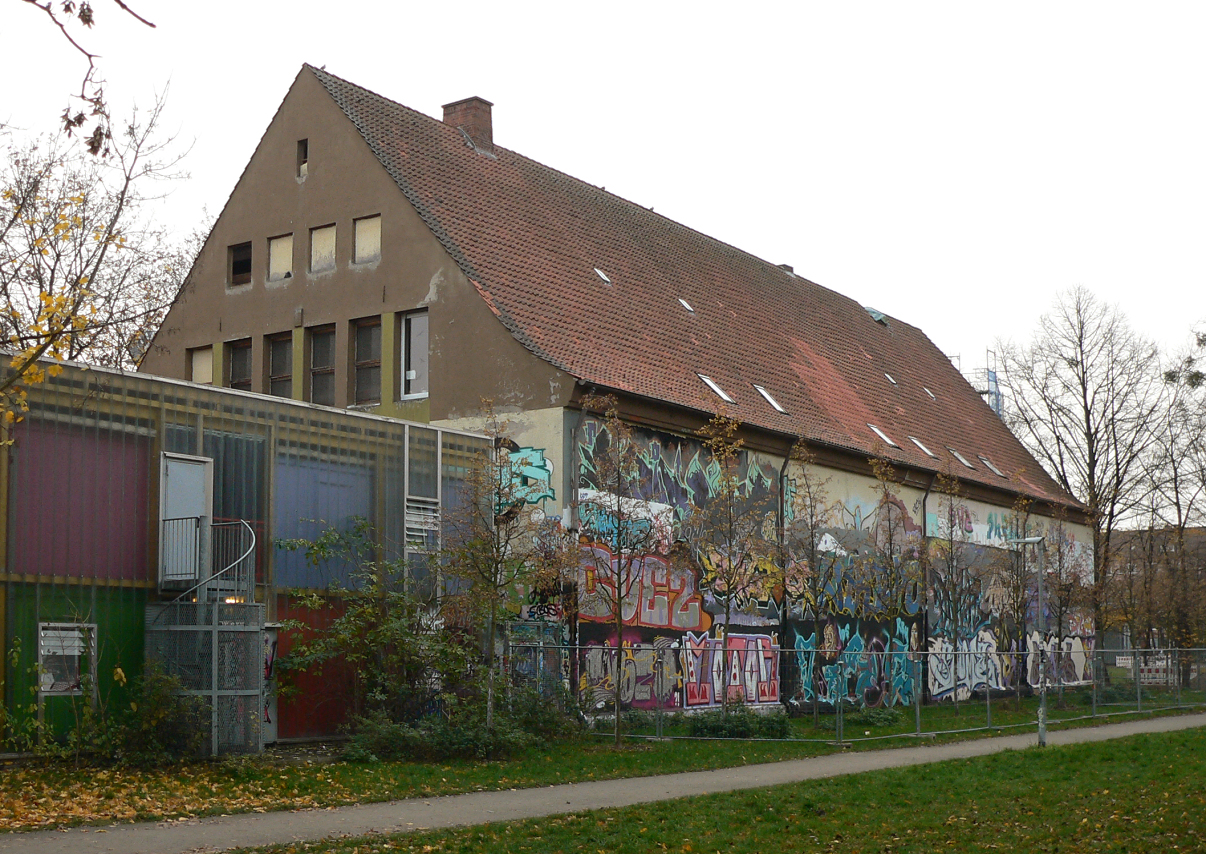
Rückseite zum Welfenplatz

Nachdem während des Winters von 2011 auf 2012 zahlreiche Fledermäuse vor der extremen Kälte geflüchtet waren oder bei Baumfällungen ihre Quartiere verloren hatten, kümmerte sich eine Arbeitsgruppe um die Biologin Elke Mühlbach ehrenamtlich um die Tiere. Am 5. März 2012 wurde mit Unterstützung der Bingo-Umweltstiftung, der Stadt Hannover und privaten Spendern und in Anwesenheit von Vertretern des Bundes für Umwelt und Naturschutz Deutschland (BUND) sowie dem damaligen hannoverschen Umweltdezernent Hans Mönninghoff auf dem Hochbunker am Welfenplatz das sogenannte „Fledermaus-Zentrum Hannover“ zur späteren Auswilderung der Tiere in Betrieb genommen.